# Willian Gomes de Siqueira
Willian Gomes de Siqueira (Três Fronteiras, Estado de São Paulo, Brasil, 19 de noviembre de 1986) es un futbolista brasileño. Juega como delantero en el América Mineiro del Campeonato Brasileño de Serie B.

## Clubes
| Club                          | País    | Año       |
| ----------------------------- | ------- | --------- |
| Guarani-SP                    | Brasil  | 2004-2005 |
| Atlético Paranaense           | Brasil  | 2006-2008 |
| Vila Nova-GO                  | Brasil  | 2009      |
| Figueirense-SC                | Brasil  | 2010      |
| S. C. Corinthians             | Brasil  | 2011-2012 |
| F. C. Metalist Járkov         | Ucrania | 2012-2013 |
| Cruzeiro E. C.                | Brasil  | 2013-2017 |
| S. E. Palmeiras               | Brasil  | 2017-2021 |
| Fluminense F. C.              | Brasil  | 2022-2023 |
| Athletico Paranaense (cedido) | Brasil  | 2023      |
| Santos F. C.                  | Brasil  | 2024      |
| América Mineiro               | Brasil  | 2025-act. |

## Palmarés

### Campeonatos estatales
| Título              | Club             | País           | Año  |
| ------------------- | ---------------- | -------------- | ---- |
| Campeonato Mineiro  | Cruzeiro E. C.   | Minas Gerais   | 2014 |
| Campeonato Paulista | S. E. Palmeiras  | São Paulo      | 2020 |
| Campeonato Carioca  | Fluminense F. C. | Río de Janeiro | 2022 |
| Campeonato Carioca  | Fluminense F. C. | Río de Janeiro | 2023 |

### Campeonatos nacionales
| Título         | Club              | País   | Año  |
| -------------- | ----------------- | ------ | ---- |
| Serie A        | S. C. Corinthians | Brasil | 2011 |
| Serie A        | Cruzeiro E. C.    | Brasil | 2013 |
| Serie A        | Cruzeiro E. C.    | Brasil | 2014 |
| Serie A        | S. E. Palmeiras   | Brasil | 2018 |
| Copa de Brasil | S. E. Palmeiras   | Brasil | 2020 |
| Serie B        | Santos F. C.      | Brasil | 2024 |

### Campeonatos internacionales
| Título            | Club              | Sede           | Año  |
| ----------------- | ----------------- | -------------- | ---- |
| Copa Libertadores | S. C. Corinthians | Brasil         | 2012 |
| Copa Libertadores | S. E. Palmeiras   | Río de Janeiro | 2020 |
| Copa Libertadores | S. E. Palmeiras   | Montevideo     | 2021 |